# ماجد عثمان
ماجد عثمان وزير الاتصالات وتكنولوجيا المعلومات السابق في حكومة تسيير الأعمال من فبراير 2011 حتى يوليو 2011.
شغل منصب مدير مركز المعلومات ودعم اتخاذ القرار التابع لمجلس الوزراء المصري. ويشغل حالياً منصب مدير المركز المصري لبحوث الرأي العام (بصيرة)، كما أنه يعمل في مجال الإحصاء والمعلومات القومية في مصر كأستاذ في قسم الإحصاء كلية الاقتصاد والعلوم السياسية، جامعة القاهرة.
كما يعمل كخبير في مجالات استهداف الفقر والسياسات الإحصائية والسياسة العامة لعدد من المؤسسات على المستوى المحلي والإقليمي والمنظمات الدولية كوزارة التنمية الحضرية والريفية بالمملكة العربية السعودية ومنتدى البحوث الاقتصادية ومنظمة الأمم المتحدة للطفولة (اليونيسيف) والمركز الدولي الكندي للأبحاث التنموية وبرنامج الأمم المتحدة الإنمائي ومؤتمر الأمم المتحدة للتجارة والتنمية.

## التعليم
تخرج ماجد عثمان في جامعة القاهرة التي حصل منها أيضا على ماجستير الإحصاءات التطبيقية، ثم حصل على درجتي الماجستير ثم الدكتوراه في الإحصاء الحيوي من جامعة كيس وسترن ريزرف بولاية أوهايو الأمريكية.

## عضوية اللجان الوطنية
يشترك ماجد عثمان في عضوية بعض اللجان الوطنية مثل المجموعة الوزارية للتنمية البشرية، واللجنة الاستشارية بوزارة التعليم العالي، وصندوق تطوير الأحوال المدنية بهيئة قطاع الشؤون المدنية في وزارة الداخلية، ومجلس إدارة الهيئة القومية للاستشعار عن بعد، ومجلس إدارة الهيئة المصرية العامة للمواصفات والجودة، ومجلس الأمناء بجامعة مصر الدولية، واللجنة الوطنية لتنمية المعلومات- أكاديمية البحث العلمي، ومجلس بحوث العلوم الاجتماعية والسكان بأكاديمية البحث العلمي، واللجنة التنفيذية للمجلس القومي للسكان، والمجلس الاستشاري لقسم الدراسات العليا بالأكاديمية العربية للعلوم المالية والمصرفية، واللجنة الاستشارية للتخطيط والتنسيق الإحصائي- الجهاز المركزي للتعبئة العامة والإحصاء واللجنة العلمية الدائمة بالمجلس الوطني للبحوث الاجتماعية والجنائية، ومجلس إدارة مركز نظم المعلومات والحاسب الآلي بكلية الاقتصاد والعلوم السياسية، وشعبة المعلومات والاتصالات التابعة للجنة الوطنية للتربية والعلوم والثقافة (اليونسكو- إليسكو- إسيسكو).
ولماجد عثمان بعض الاصدارت في المجلات العلمية والإصدارات الخاصة بالمؤتمرات والكتب والأوراق البحثية.